# Lepidoziales
Die Lepidoziales sind eine Ordnung beblätterter Lebermoose.

## Merkmale
Die Moospflanzen sind recht variabel, ein- bis mehrfach gefiedert oder scheinbar gabelig verzweigt. Häufig gibt es flagellenförmige Zweige. Die Blätter sind gewöhnlich zwei- bis vierfach gelappt, in einigen Gattungen sind sie verkümmert und wenigzellig. Unterblätter sind vorhanden, können aber verschieden groß sein. Die Arten sind diözisch oder autözisch. Das schlanke Perianth ist eiförmig bis spindelförmig, dreikantig und an der Mündung zusammengezogen. Die eiförmig-zylindrische Sporenkapsel öffnet sich mit 4 Klappen.

## Systematik
Die Lepidoziales umfassen nach Frey et al. drei Familien:
- Familie Lepidoziaceae, 29 Gattungen in 7 Unterfamilien, zirka 440 Arten
- Familie Phycolepidoziaceae, 1 Gattung mit 1 Art
- Familie Neogrolleaceae, 1 Gattung mit 1 Art